# Ananth Dodabalapur
Ananth Dodabalapur é um engenheiro indiano-americano, actualmente o Motorola Regents Chair Professor em Engenharia Eléctrica e da Computação, e anteriormente Ashley H. Priddy Centennial Professor da University of Texas, em Austin e um autor publicado. Ele trabalhou anteriormente na Bell Labs, Murray Hill, NJ, por mais de 10 anos.